# كامبيون! (رواية)
كامبيون! هي رواية بائسة للشباب الصغار والكتاب الثالث في سلسلة أسطورة من تأليف الروائية الأمريكية ماري لو. أصدر في 5 نوفمبر 2013.